# Pietro della Vecchia

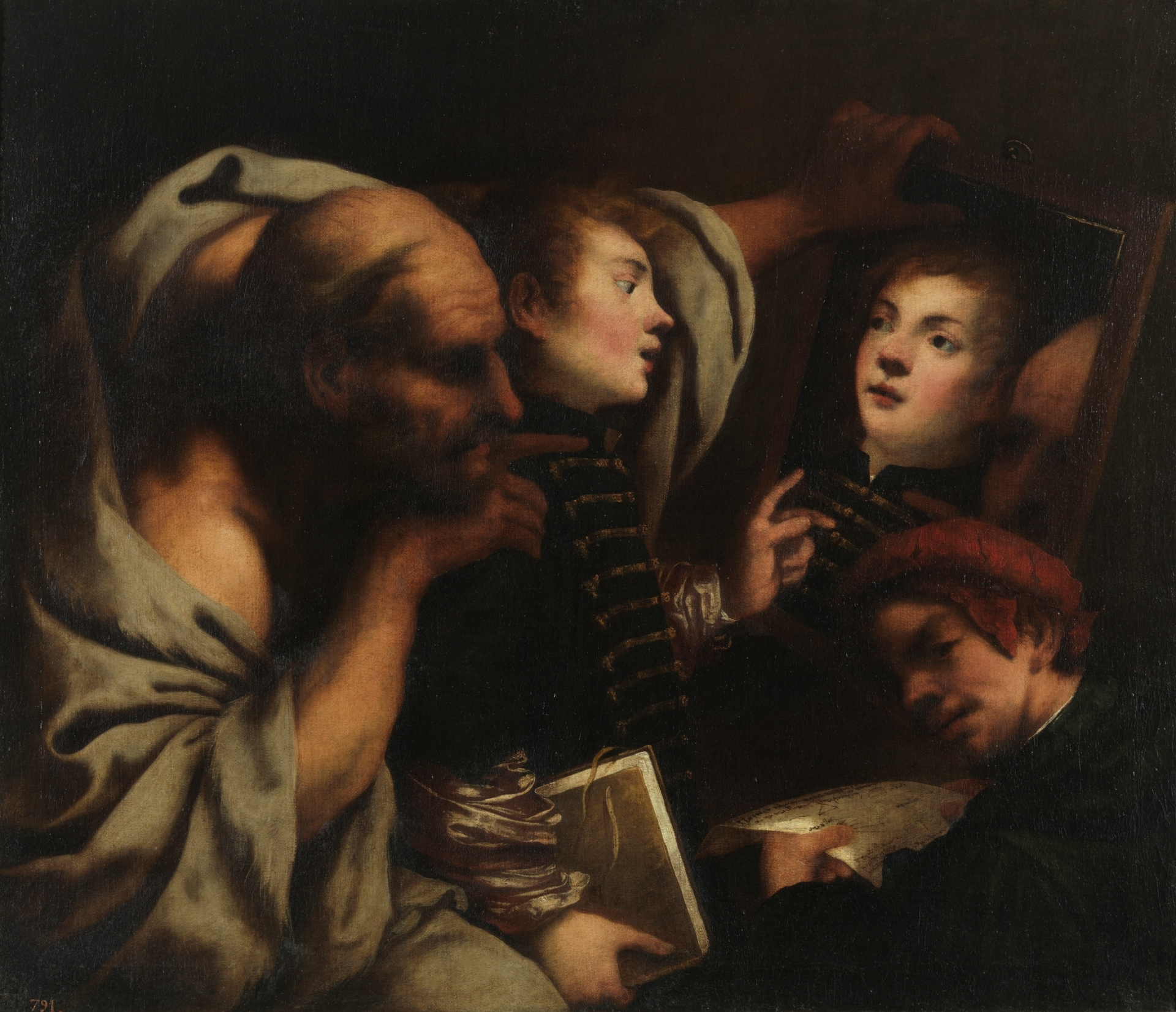
Sócrates y dos alumnos, óleo sobre lienzo, 103 x 120 cm, Madrid, Museo del Prado.

Pietro della Vecchia, también conocido como Pietro Muttoni (Vicenza, ca., 1603–Venecia, 1678) fue un pintor barroco italiano.

## Vida y obra
Aunque se había pensado que su verdadero apellido era Muttoni y que Della Vecchia sería un sobrenombre derivado de su actividad como restaurador, o de su habilidad para hacer réplicas y copias de obras del siglo anterior, Bernard Aikema demostró que Muttoni era una errónea interpretación de Luigi Lanzi de un texto anterior en el que se atribuía a Della Vecchia un cuadro conservado en Casa Muttoni en Rovigo.
Hijo de Gasparo, pintor de familia veneciana, Pietro nació probablemente en Vicenza en 1602 o 1603. Dado su interés por la pintura veneciana del siglo anterior, atraído en particular por Giorgione y Tiziano, se ha pensado que podría haberse formado con Padovanino. Sus primeras obras conocidas (Calvario de la iglesia de San Lio, fechado en 1633), muestran sin embargo influencias del caravaggista veneciano Carlo Saraceni y de Jean Leclerc. Es posible también que pasase algún tiempo en Roma, en contacto con los círculos caravaggistas franceses y flamencos. 
Se le documenta por primera vez entre diciembre de 1626 y enero de 1628, en los recibos de pago del estandarte o gonfalón de la cofradía de los carmelitas en la iglesia de San Marcos de Pordenone. En 1629 se inscribió en el gremio de pintores de Venecia, en el que aparece registrado hasta 1640. Casado con Clorinda Renieri, hija del pintor y marchante flamenco Nicolas Régnier, y pintora ella misma, participó con su suegro en el mercado de obras de arte. Valorado como uno de los mejores pintores de Venecia, en especial por sus pinturas religiosas, se le encargaron en 1640 los cartones para los mosaicos de la Basílica de San Marcos, de los que continuó ocupándose hasta 1674, proporcionando modelos para los nuevos y restaurando los viejos.
Marco Boschini lo llamó «simia di Zorzon» —imitador de Giorgione—, dada su habilidad para reproducir las obras de los maestros venecianos, pero también lo alabó por su comprensión de la teoría del arte, en referencia probablemente a su dominio de la anatomía y la perspectiva, conocimientos que le permitieron abrir una academia muy concurrida a la que asistió, entre otros, Gregorio Lazzarini, futuro maestro de Giambattista Tiepolo. 
Influencias caravaggistas y de Bernardo Strozzi se advierten en sus pinturas religiosas, de atmósfera dramática, como son los lienzos dedicados al martirio y hallazgo de los cuerpos de los santos Gervasio y Protasio para la iglesia parroquial de Carpenedo. Más sorprendentes son algunas pinturas que lo relacionan con la Accademia degli Incogniti de Giovan Francesco Loredan, con sus especulaciones filosóficas y matemáticas, con las que podrían quizá relacionarse los dos lienzos conservados en el Museo del Prado: Sócrates con dos discípulos, cuyo tema es el «nosce te ipsum», y la muerte de Catón de Útica tras leer el Fedón de Platón, ambos procedentes de la colección real.
Su hijo Gasparo, nacido el 8 de mayo de 1653, fue también pintor, músico y teórico musical, y matemático de la Serenísima.